# Tatra (przedsiębiorstwo)
Tatra Trucks a.s. – czeskie przedsiębiorstwo branży motoryzacyjnej założone w 1850 roku przez Ignáca Šustala.

## Historia

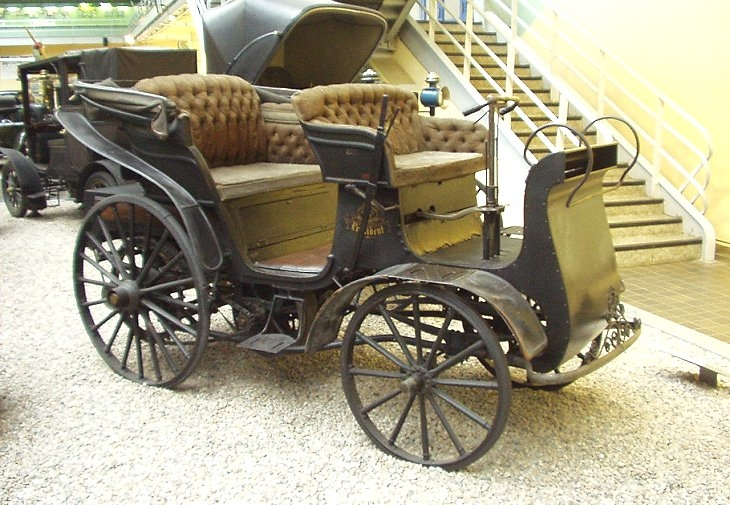
model Präsident

Geneza Tatry sięga 1850 roku, kiedy to Ignác Šustala założył warsztat zajmujący się wytwarzaniem bryczek konnych, które wytwarzano do 1925 roku. W 1881 roku przedsiębiorstwo rozszerzono działalność o produkcję wagonów kolejowych, a w 1897 roku wyprodukowany został pierwszy samochód osobowy marki, bazujący na automobilu Benz – model Präsident. Firmę Tatra przedsiębiorstwo przyjęło w 1921 roku.

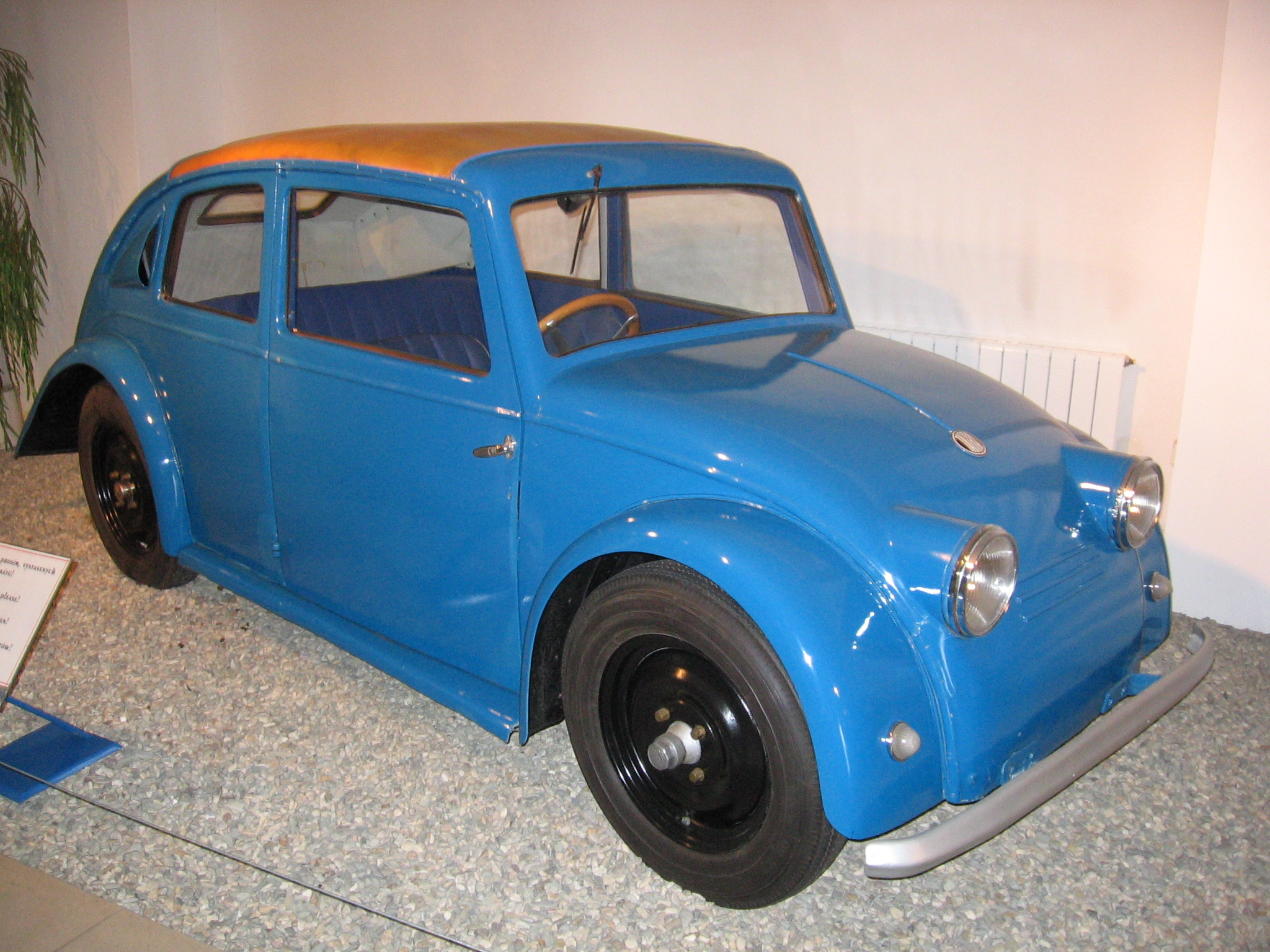
prototyp Tatry V570

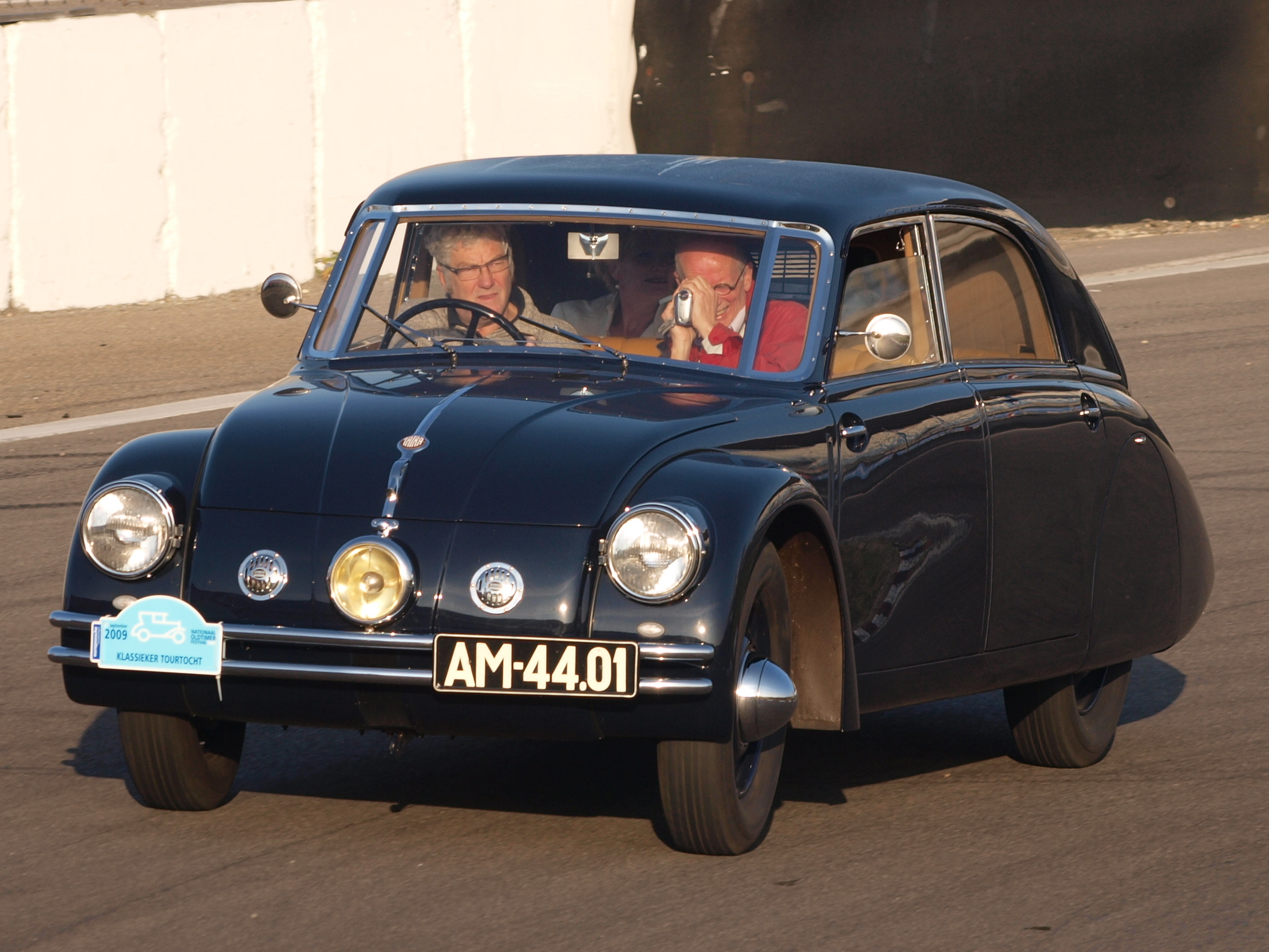
Tatra 77A

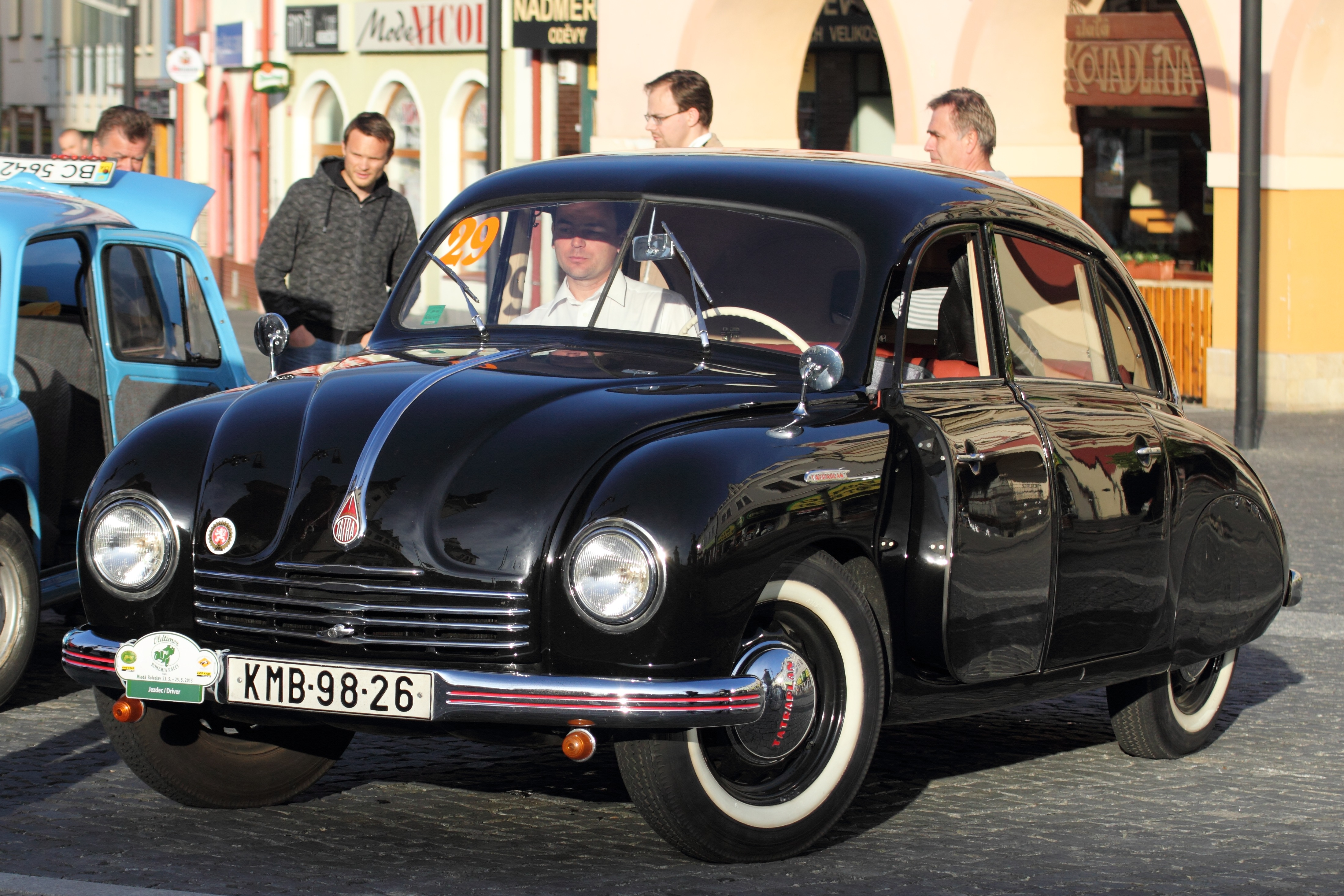
Tatra 600 Tatraplan

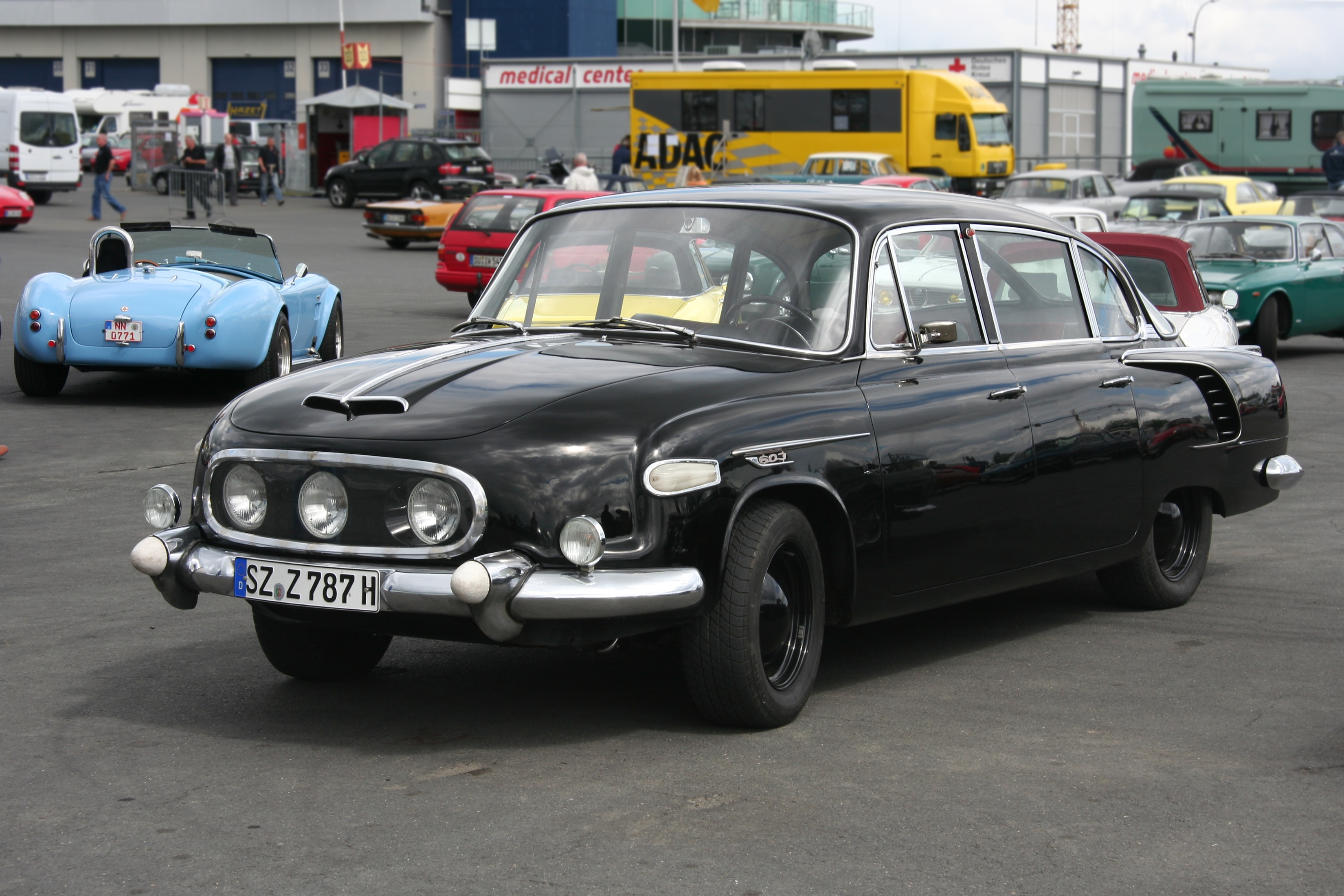
Tatra 603

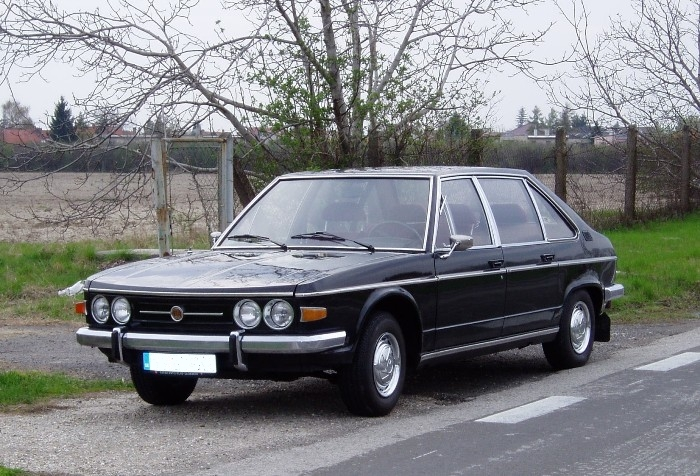
Tatra 613

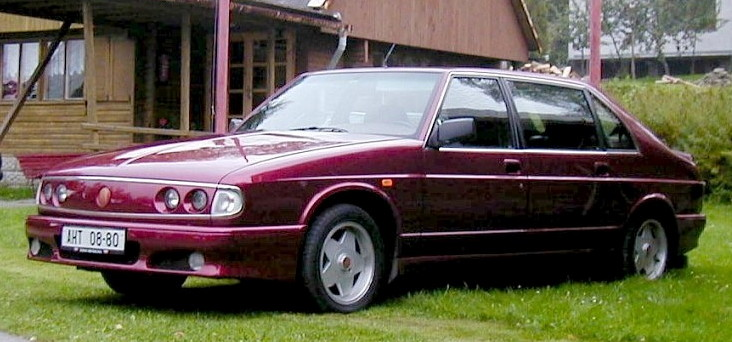
Tatra 700

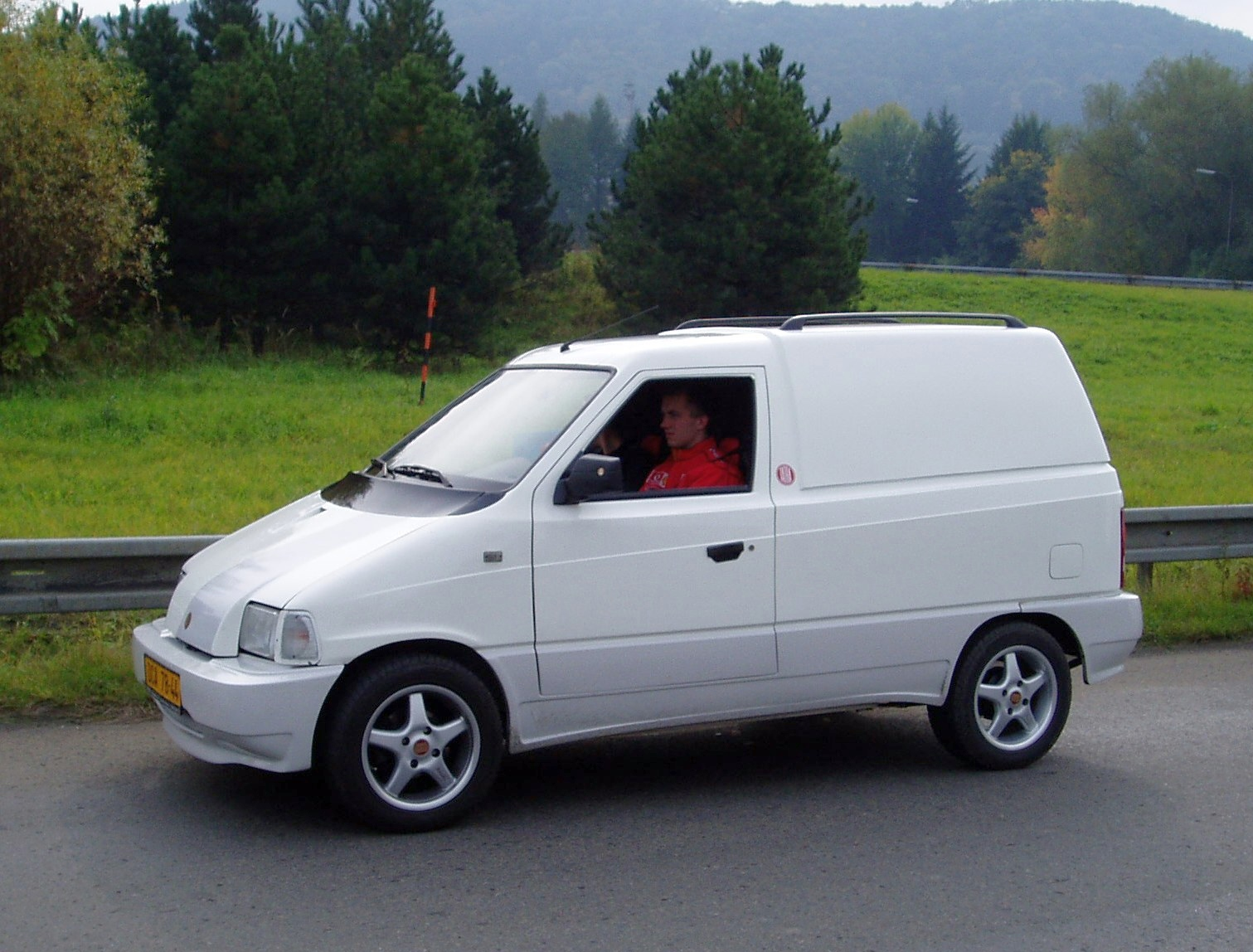
Tatra Beta

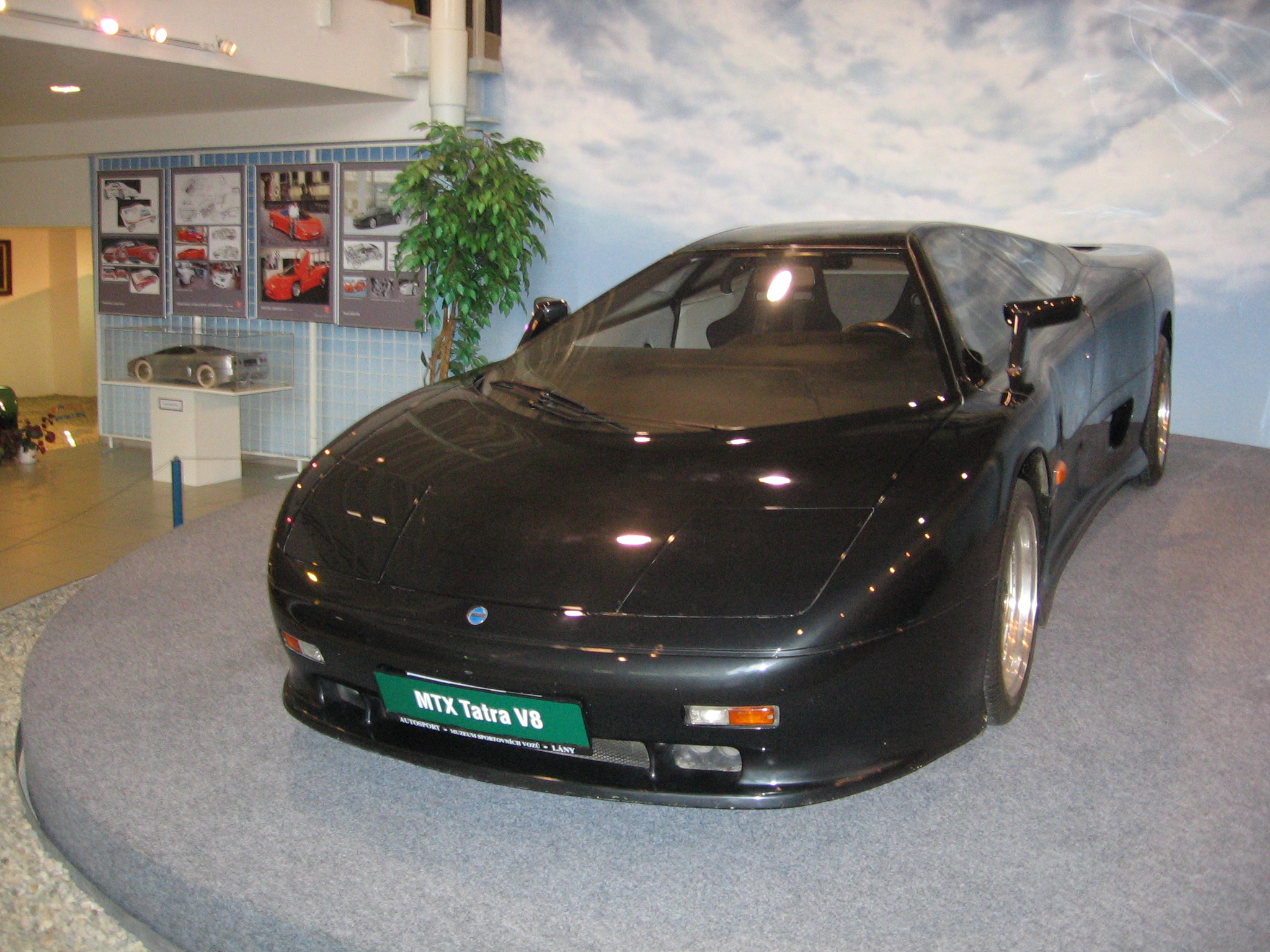
MTX Tatra V8

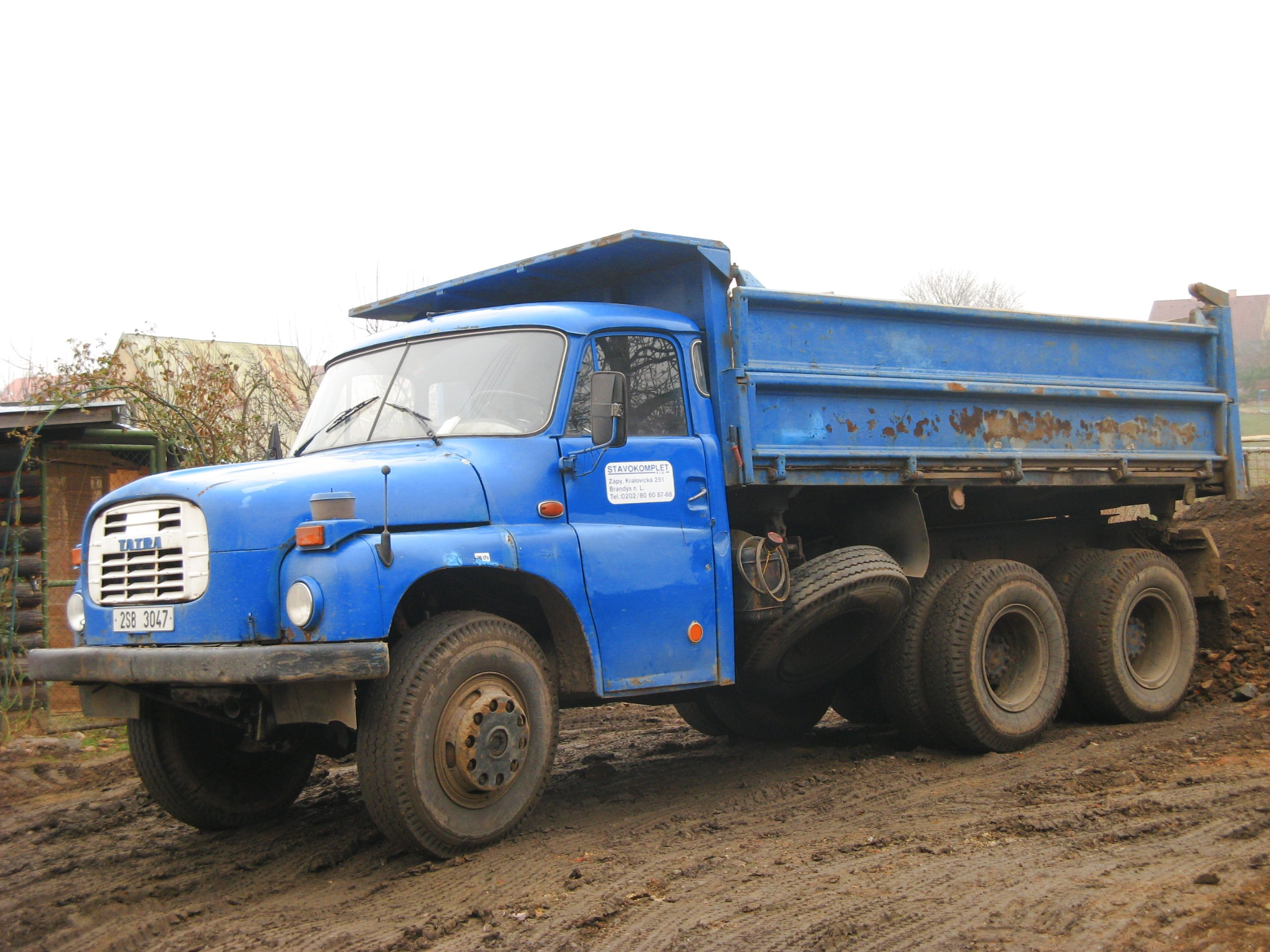
Tatra 148

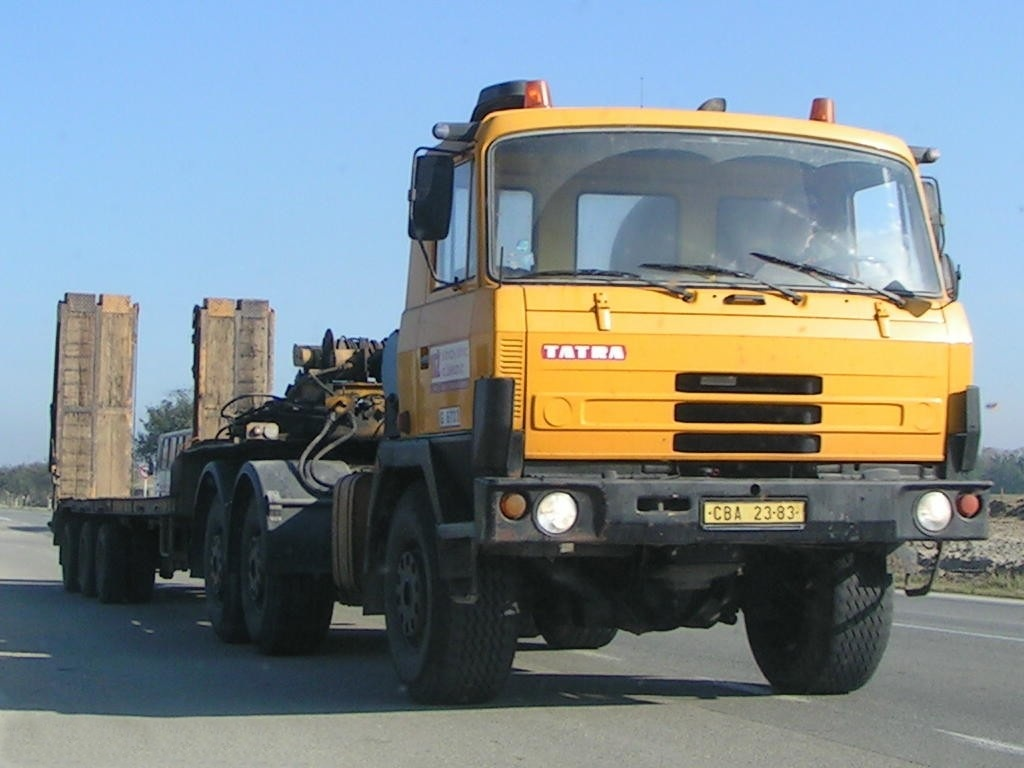
Tatra 815

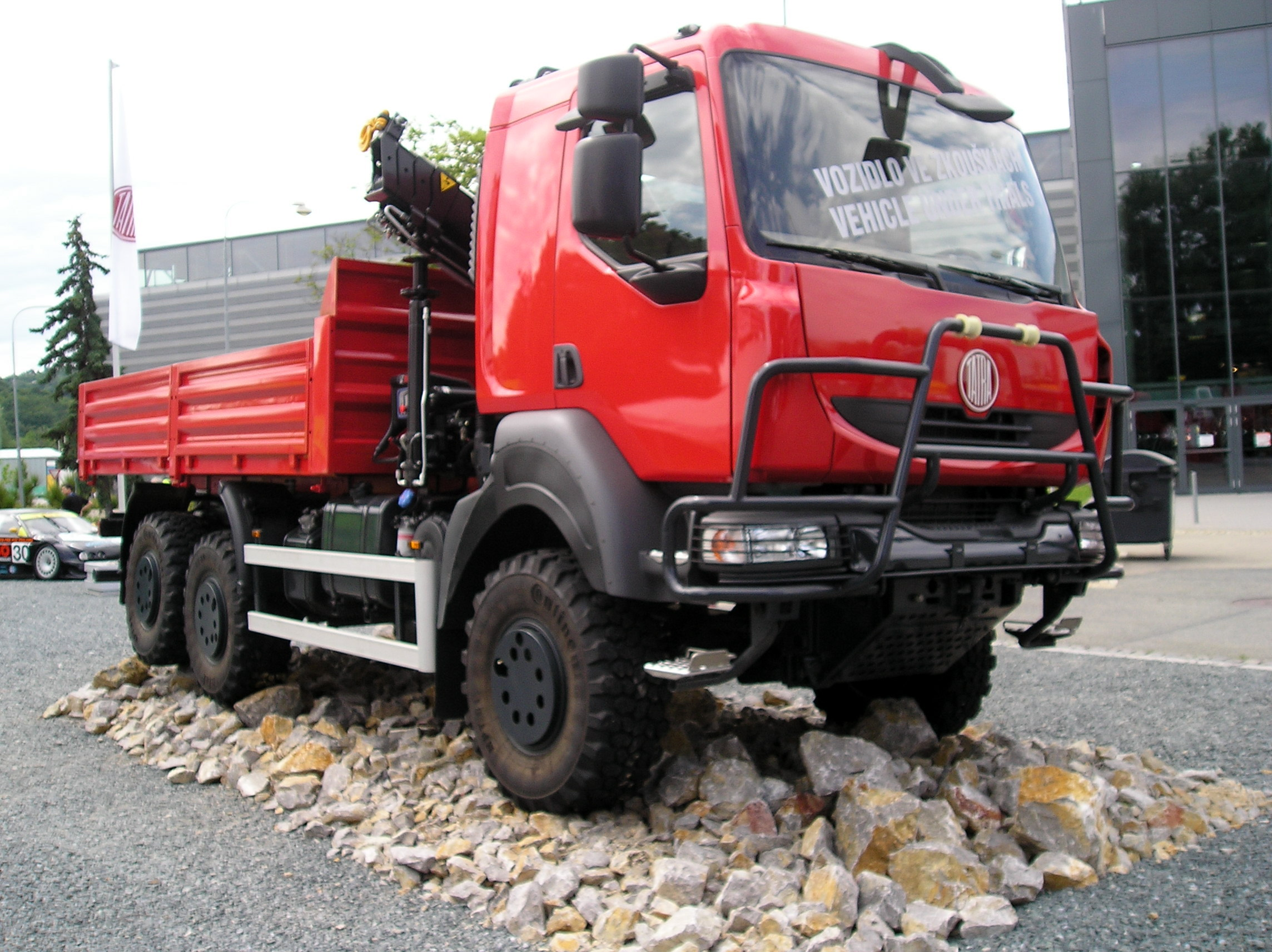
Tatra 810

W latach 20 XX wieku Tatra rozpoczęła produkcję zaawansowanych technicznie samochodów ciężarowych i osobowych, a w latach 30 XX wieku za sprawą inżyniera Hansa Ledwinki weszła na rynek samochodów o niskim oporze aerodynamicznym. Pierwszym prototypem był model V570 (Volkswagen Garbus jest podobny do czechosłowackiego samochodu). W 1933 roku wprowadzona została pierwsza ciężarówka marki – model 25 produkowany do 1936 roku, wyposażony w 11 litrowy silnik o mocy 110 KM. Ze względu na nietypowy kształt pojazdu, auto zyskało przydomek Buldog. W 1934 roku wprowadzony został model T77, charakteryzujący się opływową karoserią oraz 3 litrowym chłodzonym powietrzem silnikiem V8. Współczynnik oporu aerodynamicznego pojazdu wynosił 0,21. Tuż przed wybuchem II wojny światowej Tatra miała dziesięć roszczeń prawnych przeciwko VW za naruszenie patentu. Ferdinand Porsche miał zapłacić Tatrze odszkodowanie i zawrzeć ugodę, został jednak powstrzymany przez A.Hitlera, który stwierdził, że rozwiąże problem. Tatra wytoczyła proces przeciwko VW, w 1939 roku doszło do zajęcia Czechosłowacji przez Niemcy. W rezultacie w marcu 1939 roku fabryka Tatra przeszła pod kontrolę rządzonej przez NSDAP Rzeszy Niemieckiej. Z rozkazu Adolfa Hitlera modele T97 i T57 zostały usunięte ze stoiska Tatry na Wystawie Samochodów w Berlinie w 1939 roku. Tatra miała skupić się na rozwoju samochodów ciężarowych i silników wysokoprężnych, zaniechano produkcji modeli osobowych z wyjątkiem T87. Sprawa została poruszona po II wojnie światowej, w roku 1961 Volkswagen zapłacił Ringhoffer-Tatra 3 miliony marek niemieckich odszkodowania przyznanych przez sąd.
Wkrótce po II wojnie światowej rozpoczęto produkcję modelu 600 Tatraplan, który kontynuował przed drugowojenne tradycje aerodynamicznych pojazdów. To był pierwszy pojazd marki wyposażony w silnik czterocylindrowy. W 1943 roku zaprojektowany został 300-konny silnik W18.
W 1956 roku rozpoczęto produkcję Tatry 603. Model wzorowany na przedwojennych limuzynach, dostępny dla wyższych partyjnych urzędników, wyższych urzędników, dyrektorów przedsiębiorstw państwowych lub uprzywilejowanych osób zamożnych, podobnie jak następca z 1968 roku – Tatra 613. Ostatnim produkowanym osobowym modelem Tatry była limuzyna Tatra 700 produkowana w latach 1996–1999. To modernizacja modelu 613 wyposażonego w 3.5 l lub 4.4 l silnik chłodzony powietrzem, umieszczony z tyłu pojazdu.
W 2003 roku Terex Corporation wykupiła większościowy pakiet udziałów w spółce (71%). Po trzech latach pakiet sprzedano konsorcjum czterech czeskich i zagranicznych inwestorów. W 2011 roku podano informację o planowanym zakupie 19% akcji przedsiębiorstwa przez DAF Trucks. Do przejęcia udziałów jednak nie doszło. Podpisano jedynie porozumienie o współpracy, której pierwszym efektem został zaprezentowany w sierpniu 2011 roku nowy model Tatra Phoenix (typ 158), z kabiną oraz silnikami dostarczanymi przez DAF.
Kolejne zmiany własnościowe nastąpiły w 2013 roku. Za kwotę 176 mln koron czeskich pakiet kontrolny spółki kupił czeski Truck Development utworzony przez Promet Group oraz Excalibur Group (branża zbrojeniowa) (obecnie Czechoslovak Group).
Zabytkowe Tatry są prezentowane w Muzeum Tatry. Zakłady Tatra wyprodukowały także czechosłowacki szybki pociąg Slovenská strela.

## Modele samochodów Tatra

### Samochody osobowe
- Tatra 10
- Tatra 11
- Tatra 12
- Tatra 17
- Tatra 20
- Tatra 26/30
- Tatra 26/52
- Tatra 30
- Tatra 30/52
- Tatra 31
- Tatra 52
- Tatra 52 Sport
- Tatra 54
- Tatra 57
- Tatra 70
- Tatra 75
- Tatra V570
- Tatra 77
- Tatra 77a
- Tatra 87
- Tatra 97
- Tatra 107
- Tatra 600 Tatraplan
- Tatra 603
- Tatra 603 MB – prototyp
- Tatra 613
- Tatra 700
- MTX Tatra V8
- Tatra Beta

### Samochody ciężarowe
- Tatra TL 4
- Tatra 13
- Tatra 22
- Tatra 23
- Tatra 25
- Tatra 27
- Tatra 43
- Tatra 82
- Tatra 85
- Tatra 92
- Tatra 111
- Tatra 114
- Tatra 128
- Tatra 138
- Tatra 141
- Tatra 147
- Tatra 148
- Tatra 157
- Tatra 158 Phoenix
- Tatra 163
- Tatra 165
- Tatra 805
- Tatra 810
- Tatra 813
- Tatra 815
- Tatra 815-7
- Tatra 816